# 견발해사
견발해사(遣渤海使)는 율령국가 일본이 발해(渤海)에 파견했던 사절로 728년부터 811년까지 모두 14회(13회 또는 15회 설도 있다. 후술) 파견 기록이 남아 있다.

## 배경 개요
일본의 사서인 《속일본기》(続日本紀)에 따르면 발해 무왕(武王) 인안(仁安) 2년에 해당하는 일본 요로(養老) 4년(720년) 와타리시마쓰가루쓰노 쓰카사(渡嶋津軽津司) 모로노키미 구라오(諸君鞍男) 등 6인을 풍속 시찰을 위해 말갈(靺鞨)의 땅에 파견하였다고 기록되어 있다. 이 말갈국에 대해서는 쓰다 소우키치(津田左右吉)를 비롯해 미즈모토 히로노리(水本浩典), 구마타 료스케(熊田亮介), 이시이 마사토시(石井正敏) 등의 사학자들이 일본 홋카이도(北海道) 북부의 아시와세(粛慎)를 가리킨다고 주장하였으나, 도리야마 기이치(鳥山喜一) · 사카요리 마사시(酒寄雅志) · 모리타 데이(森田悌), 세키구치 아키라(関口明) 등이 발해를 가리킨 것이라고 주장하는 등 정설은 없다. 후자에 의하면 요로 4년(720년)에 일본에서 모로노키미 구라오를 사신으로 보낸 것을 계기로 발해에서 고제덕을 대사로 하는 사신단을 일본에 보낸 것이라고 주장하나 이에 대한 반론도 있다.
698년 고왕(高王)에 의해 세워진 발해(당시에는 진국)는 무왕의 시대 당(唐)이나 신라와의 외교적 대립을 겪게 되었고, 이들 세력을 견제할 목적으로 일본으로의 사절 파견을 계획하였다. 이는 군사동맹으로써의 색채가 강한 사절이었다. 또한 일본측도 발해가 자국 천황의 덕화(徳化)를 사모하여 내조(来朝)하였다는 인식과 더불어, 발해를 그 전신이 된 고구려의 부활이라 인식하고 사절을 특별히 예우하고 이듬해 서둘러 견발해사를 파견하게 되었다. 일반적으로 제1회 견발해사는 이때에 보낸 사신을 가리킨다.
신라와의 관계가 긴장상태에 있었던 기간(758년-763년)에는 거의 매년 사신이 오고 갔는데, 발해 문왕(文王) 대흥(大興) 23년/덴표호지(天平宝字) 3년(759년)에는 일본의 에미노 오시카쓰(恵美押勝)가 (발해의 요청에 의한 것이라는 말도 있지만) 군선(軍船) 394척, 병사 4만 700인을 동원하는 본격적인 신라정토계획(新羅遠征計画)을 세웠다. 이 원정은 훗날 고켄 상황(孝謙上皇)과 오시카쓰 사이의 불화나 발해측의 사정 변화 등으로 인해 중지되었으나 문왕이 당과의 융화를 도모하는 시대가 되면서 군사적 의미도 더불어 약해지고 전적으로 문화 교류나 경제활동만을 중심으로 하는 사절로 그 성격이 변화하게 된다.
이 교류는 조공무역의 형태를 띠고 있었기 때문에 발해로부터 오는 물품들에 대해 일본 조정측에서 몇 배의 회사(回賜)로 보답해야 할 의무가 있었고, 발해측이 막대한 이익을 챙긴 반면 일본측은 재정 압박에 시달렸다. 때문에 사절에게 제공하는 접대나 회사에 들어 가는 경비도 무시할 수 없는 규모로 불어나자 일본 조정에서 발해로 보내는 견발해사는 중단되었고 발해에서 오는 사신도 12년에 한 번씩만 올 것과 오는 장소도 다자이후로 제한되었다. 그러나 발해측에서의 사절은 발해가 멸망할 때까지 계속되었다.
일본 헤이안 시대의 문헌인 《엔기시키》(延喜式)의 대장성식(大蔵省式)에 의하면 일본에서 보내는 견발해사 일행은 대사(大使), 판관(判官), 녹사(録事), 역어(訳語), 주신(主神), 의사(医師), 음양사(陰陽師), 사생(史生), 선사(船師), 사수(射手), 복부(卜部), 잡사(雑使), 선공(船工), 이사(柂師), 겸인(傔人), 협초(挟杪), 수수(水手)로 구성되어 있었다.

## 견발해사 일람
| 회차 | 파견된 해 | 일본 연호              | 발해 연호      | 대사(大使)                              | 일본 천황           | 발해 국왕  | 비고                                                                                            | 출전         |
| ---- | --------- | ---------------------- | -------------- | --------------------------------------- | ------------------- | ---------- | ----------------------------------------------------------------------------------------------- | ------------ |
|      | 720년     | 요로 4년               | 인안 원년      | 모로노키미 쿠라오                       | 겐쇼 천황(元正天皇) | 무왕       | 말갈국 풍속을 관찰                                                                              | 《속일본기》 |
| 1    | 728년     | 진키(神龜) 5년         | 인안 9년       | 히키타노아손 무시마로(引田朝臣虫麻呂)   | 쇼무 천황(聖武天皇) | 무왕       | 고제덕 등 발해객(渤海客)을 발해까지 전송                                                        | 《속일본기》 |
| 2    | 740년     | 덴표(天平) 12년        | 대흥 3년       | 오토모노스쿠네 이누카이(大伴宿禰犬養)   | 쇼무 천황           | 문왕       | 견발해대사(遣渤海大使)                                                                          | 《속일본기》 |
| 3    | 758년     | 덴표호지(天平寶字) 2년 | 대흥 21년      | 오노노아손 다모리(小野朝臣田守)         | 고켄 천황           | 문왕       | 견발해대사로 발해의 사신 양승경을 데리고 왔으며 당에서 일어난 안사의 난을 일본 조정에 알림      | 《속일본기》 |
| 4    | 759년     | 덴표호지 3년           | 대흥 22년      | 고원도(高元度)                          | 준닌 천황(淳仁天皇) | 문왕       | 일본 견당사들을 당으로부터 맞아 데려옴                                                          | 《속일본기》 |
| 5    | 760년     | 덴표호지 4년           | 대흥 23년      | 야코노후비토 레이큐(陽侯史玲璆)         | 준닌 천황           | 문왕       | 발해의 사신 고남신 등을 발해로 송환                                                             | 《속일본기》 |
| 6    | 762년     | 덴표호지 6년           | 대흥 25년      | 고마노아손 오야마(高麗朝臣大山)         | 준닌 천황           | 문왕       | 견고려사(遣高麗使)로써 발해의 사신 왕신복 등을 데려옴                                           | 《속일본기》 |
| 7    | 763년     | 덴표호지 7년           | 대흥 26년      | 다지히노마히토 고미미(多治比真人小耳)   | 준닌 천황           | 문왕       | 견고려인사(遣高麗人使)로써 대사는 도항하지 않았고 이타후리노 카마쓰카(板振鎌束)는 표류해서 귀국 | 《속일본기》 |
| 8    | 772년     | 호키(寶龜) 3년         | 대흥 35년      | 다케후노무라치 토리모리(武生連鳥守)     | 고닌 천황(光仁天皇) | 문왕       | 발해 사신들을 발해까지 송환시킴                                                                 | 《속일본기》 |
| 9    | 777년     | 호키 8년               | 대흥 40년      | 고마노아손 도노쓰구(高麗朝臣殿嗣)       | 고닌 천황           | 문왕       | 사도몽 등 발해 사신을 본국으로 송환시키고 발해에서 사신 장선수를 데려옴                         | 《속일본기》 |
| 10   | 779년     | 호키 10년              | 대흥 42년      | 오쓰나노기미 히로미치(大網公広道)       | 고닌 천황           | 문왕       | 장선수 등 고려(발해)의 사신들을 본국으로 송환시킴                                               | 《속일본기》 |
|      | 787년     | 엔랴쿠(延歷) 6년       | 대흥 50년      |                                         | 간무 천황(桓武天皇) | 문왕       | 발해의 사신 이원태에게 배 한 척과 조타수, 선두, 수수 등을 지급                                  | 속일본기     |
| 11   | 796년     | 엔랴쿠 15년            | 정력(正曆) 2년 | 미나가노마히토 히로오카(御長真人広岳)   | 간무 천황           | 강왕(康王) | 여정림 등의 발해객들을 본국으로 송환시킴                                                        | 《일본후기》 |
| 12   | 798년     | 엔랴쿠 17년            | 정력 4년       | 쿠라노스쿠네 카모마로(内蔵宿禰賀茂麻呂) | 간무 천황           | 강왕       | 발해에 파견                                                                                     | 《일본후기》 |
| 13   | 799년     | 엔랴쿠 18년            | 정력 5년       | 시게노스쿠네 후네시로(滋野宿禰船白)     | 간무 천황           | 강왕       | 압송                                                                                            | 《일본후기》 |
| 14   | 811년     | 고닌(弘仁) 2년         | 영덕(永德) 2년 | 하야시노스쿠네 아즈마히토(林宿禰東人)   | 사가 천황(嵯峨天皇) | 정왕(定王) | 발해객들을 본국으로 송환시킴                                                                    | 《일본후기》 |

14회가 아닌 13회로 보는 설의 경우 제4회 견발해사를 제외하였고, 15회로 보는 경우에는 786년(또는 720년)을 포함시켰다.

## 같이 보기
- 견탐라사(遣耽羅使)
- 견신라사(遣新羅使)